# Vazdušna evakuacija ranjenika i bolesnika u NOB
Vazdušna evakuacija ranjenika i bolesnika u NOB bio je za ono vreme najsavremeniji i najkomforniji način zbrinjavanja ranjenika i bolesnika, koji je masovnije počeo da se primenjuje uz pomoć Saveznika od 1944. godine. Tako je spaseno više hiljade ranjenika i izbegnuta tragedija ranjenika iz mnogih bitaka na mnogim lokacijama u okupiranoj Jugoslaviji.

## Značaj
Evakuacija ranjenika savezničkim avionima imala je tri značajna cilja: 
- Omogućavanje da se u stacionarnim i bezbednim uslovima u Italiji ranjenicima pruži stručno lečenje i realizuju osnovni medicinski zahtev, stacionarnog lečenja  — puna nega i nekretanje do potpune rehabilitacije;
- Rasterećenje krupnih operativnih jedinica od velikog broja ranjenika koji su te jedinice vodili sa sobom i time ograničavale svoju manevarsku i opštu borbenu sposobnost;
- Spašavanje života ranjenika sa improvizovanih aerodroma, ispred nosa neprijatelja koji je svim silama nastojao da ih uništi, angažovanjem velikih snaga koje su ponekad i uspevale da prodru i do samih bolnica, nemilosrdno uništavajući zatečene bolesnike i ranjenike.[2]

## Istorija
Potreba za uređenje i održavanje većeg broja aerodroma na oslobođenim teritorijama u NOB nastala je posle Teheranske konferencije, kada su predstavnici SAD, SSSR i Velike Britanije doneli odluku da se pomogne NOB u Jugoslaviji, u kojoj je između ostalog stajalo: 
Partizani u Jugoslaviji treba da budu potpomognuti ratnim materijalom i snabdevanjem do najvećeg mogućeg stepena, a takođe i operacijama komandosa.
Na osnovu ove odluke upotreba vazduhoplova savezničkih snaga za potrebe sanitetske službe NOV i PJ našla je svoju prvu primenu za dostavljanje pomoći u sanitetskom materijalu i opremi jedinicama NOV i PJ. Prevoženje materijalne pomoći jedinicama NOV i POJ počelo je novembra 1943. i trajalo je do maja 1945.
godine. Za to vreme prevezeno je savezničkim transportnim avionima oko 14.563 tone materijala.
Onda se 1944. godine krenulo i sa masovnijom evakuacijom ranjenika i bolesnika u južnu Italiju avionima, što je bilo brže i sigurnije, jer je saveznička avijacija sve više sticala prevlast u vazduhu. 
Tada se pristupilo popravljanju postojećih i izradi novih aerodroma i letelišta, koji su služili za sletanje, prihvat i poletanje savezničkih aviona; za baziranje 1. i 2. jugoslovenske eskadrile i za baziranje jedinica Grupe vazduhoplovnih divizija. U toku NOB uređeno je i izgrađeno više od 60 aerodroma. Najviše ih je bilo u Vojvodini, užoj Srbiji, zatim u Hrvatskoj i Bosni i Hercegovini.
Aerodromi su uređivani i obezbeđivani zavisno od doba godine i od materijalnih sredstava kojima se raspolagalo. U 1943. i 1944. aerodromi su uređivani na brzinu, ograničenih razmera, sa primitivnom tehničkom opremom, u nekim slučajevima veoma blizu neprijateljskih prednjih linija. Krajem 1944. i u toku 1945. aerodromi su se uređivali, obezbeđivali i održavali tako da su jedinice avijacije na njima nesmetano bazirale i sa njih izvršavale evakuaciju ranjenika i bolesnika i povremeno baziranje.  Aerodrom na ostrvu Visu je bio najbolje opremljen, jer je imao kompletnu meteorološku stanicu, zemaljska navigaciona sredstva i poletno-sletnu stazu od čeličnih ploča, koja je omogućavala sletanje teških bombardera. Aerodrom je bio branjen sa tri baterije PA oruđa i sa nekoliko PA mitraljeza. Već od avgusta 1944. aerodrom na Visu je branila i lovačka avijacija.
Saveznički transportni avioni imali su tokom izvršenja zadatka potrebnu zaštitu lovačke avijacije, dok su jedinice NOVJ birale i pripremale teren za poletno-sletnu stazu, podesno, skrovito mesto za prikupljanje ranjenika u blizini aerodroma i vršili neposrednu fizičku zaštitu oko šireg reona aerodroma. 
Za izvršenje ove vrste transporta ranjenika od velike važnosti bilo je kontinurano sproveđenje svih aktivnosti i mera zaštite, kao što su konspiracija, maskiranje i  precizna sinhronizacija cele akcije, iz vazduha i sa zemlje. Obeležavanje poletno-sletnih staza, uređaji za noćno letenje, navigaciona i druga obezbeđenja partizani su izrađivali prema mogućnostima i potrebama. Svetlosne linije za noćno letenje bile su pomoću fenjera, petrolejki ili najprimitivnije — loženje vatri. Na teritoriji Srbije, čak i u oktobru 1944, svetlosna linija za noćno sletanje bila je od naloženih vatri. Danju se poletno-sletna staza obeležavala obično belim platnima, a u nedostatku ovih upotrebljavana su i druga sredstva. Platna su se postavljala na ćoškovima početka i završetka piste i uzduž sa obe strane. Kada nije bilo platna, ćoškovi početka i završetka piste su se plitko prekopavali. To je rađeno i uzduž strana piste. Za označavanje pravca i mesta dodira zemlje pri sletanju služilo je slovo „T". Ono je bilo takođe od belog platna, a zimi na snegu od crnog ili crvenog.
Budući da je radio-stanica na aerodromima i terenima bilo vrlo malo, veza sa avionima u vazduhu i dozvola za sletanje i bacanje materijala održavala se svetlosnom signalizacijom.

### Transportna grupa Štaba vazduhoplovstva NOV i PJ
Nakon osnivanja Transportne grupe Štaba vazduhoplovstva NOV i PJ, koja je imala dve eskadrile: transportnu i eskadrilu za vezu, i partizanski piloti su se priključili saveznicima u evakuaciji ranjenika i bolesnika i dostavi sanitetskog materijala. 
Letački sastav Transportne grupe sačinjavali su: piloti i mehaničari eskadrile za vezu Vrhovnog štaba, letači i tehničko osoblje školovano u SSSR-u, navigatori i radisti sa svršenih kurseva na aerodromu Zemun i tehničko osoblje školovano u Alžiru.
Prilikom formiranja Transportna grupa je imala jedan transportni „Ju—52" (zaplenjen kod Nikšića oktobra 1944). U aprilu su dobijena dva laka transportna aviona tipa „avro-anson" i „proktor", a početkom maja još jedan zaplenjeni tromotorni „Ju—52". 
Transportna grupa je bila pojačana i sa dva sovjetska dvomotorna aviona tipa „Li-2”, koji su bazirali na aerodromu Zemun. Tako je Transportna grupa do kraja rata raspolagala sa 12 aviona. 
Transportna grupa je odigrala značajnu ulogu u snabdevanju 6. korpusa NOV i PJ, koji se nalazio na teritoriji Slavonije. On je operisao u pozadini neprijatelja — stalno opkoljen jakim snagama, koje su bile prinuđene da odstupaju baš preko teritorije koju je on držao. Zato je dostava pomoći i evakuaciji ranjenika transportnim avionima, bila od izuzetnog značaja za borbene uspehe 6. korpusa NOV i PJ.

## Problemi
I pored svih preduzetih mera bilo je i neuspelih pokušaja vazdušne evakuacije, ali u tim akcijama nijedan saveznički vazduhoplov nije stradao u vazduhu ili na zemlji od dejstava neprijatelja na prostoru Jugoslavije.
Među češćim problemima navedeni su:
- nepovoljna meteorološka situacija, magla, sneg, slaba vidljivost, jak vetar
- iznenadno otkazivanje dolaska vazduhoplova iz nedovoljno jasnih razloga

Neprijatelj je svim sredstvima nastojao sprečiti evakuaciju vazdušnim putem, bilo bombardovanjem aerodroma, bilo dejstvom kopnenih snaga u pokušaju zauzimanja područja oko aerodroma. Ipak, u većini slučajeva okupatorske i kvislinške snage nisu ostvarile svoje ciljeve.

## Rezultati
Sa ukupno 35 improvizovanih aerodroma sa područja pod kontrolom i iz sastava NOV i PJ, tj. NOVJ, evakuisano je 20.968 ranjenika, bolesnika, dece, žena i staraca. Od ovog broja za Italiju je evakuisano 17.575, dok je 3.393  evakuisano avionima na aerodrome Zemun i Zadar.

## Literatura
- Johnson, A. A (1977). Treatise on aeromedical evacuation (на језику: енглески). Aviation, Space, and Environmental Medicine, 48. стр. 550—554.
- AMA Commission on Emergency Medical Services (1982). Medical aspects of transportation aboard commercial aircraft. (на језику: енглески). Journal of the American Medical Association, 247. стр. 1007—1011.
- Warren, Harris G. (1947). Special Operations: AAF Aid To European Resistance Movements. ISBN 978-0-89126-020-2. Архивирано из оригинала 13. 01. 2019. г. Приступљено 25. 12. 2018.
- Leary, William M. (1995). Fueling the. Fires of Resistance - Army Air Forces Special Operations in the Balkans during World War II. Архивирано из оригинала 13. 01. 2019. г. Приступљено 25. 12. 2018.
- Matteson, Thomas T. (1997). An Analysis of the Circumstances Surrounding the. Rescue and Evacuation of Allied Aircrewmen from. Yugoslavia, 1941-1945. Архивирано из оригинала 19. 08. 2022. г. Приступљено 19. 08. 2022.